# Полонський Борис Леонідович
Борис Леонідович Полонський (28 березня 1901, Ковель — 1 липня 1971) — український радянський хірург-уролог, доктор медичних наук, професор.

## Біографія
Народився 28 березня 1901 року в місті Ковелі в інтелігентній сім'ї. В період громадянської війни в Росії воював у Червоній Армії під командуванням Миколи Щорса.
Після війни поступив в Київський політехнічний інститут, але згодом перейшов на навчання в медичний. Після закінчення інституту працював там на кафедрі хірургії, очолюваної професором Корховим. Через кілька років захистив кандидатську дисертацію і отримав звання доцента.
З початком німецько-радянської війни пішов на фронт, працював в польових шпиталях і потім став Головним урологом Волховського фронту. Під час війни був нагороджений орденом Червоного Прапора, двома орденами Вітчизняної війни, двома орденами Червоної Зірки, медалями. Після тяжкої контузії, в званні підполковника медичної служби був демобілізований.

Могила Бориса Полонського

У 1946 році, узагальнивши свій фронтовий досвід, захистив докторську дисертацію про лікування вогнепальних поранень урологічного характеру. Кілька років працював головним лікарем лікарні імені Жовтневої революції у Києві і завідувачем урологічного відділення, одержав звання професора. На початку 1953 року був заарештований за доносом колег. Йому інкримінували «завдання шкоди здоров'ю радянських людей», оскільки він, оперуючи хворих із злоякісними пухлинами сечового міхура, пересаджував сечоводи в пряму кишку. Допит тривав кілька годин, але, урешті-решт, його звільнили.
У 1965–1970 роках був першим керівником щойноствореного відділу онкоурології Інституту урології АМН УРСР.
Помер у 70-річному віці 1 липня 1971 року. Похований в Києві на Байковому кладовищі (друге польське кладовище, ділянка № 7, 50°24′59.50″ пн. ш. 30°30′35.90″ сх. д. / 50.4165278° пн. ш. 30.5099722° сх. д.).